# Paavo Mustonen
Pour les articles homonymes, voir Mustonen.
Paavo Mustonen, né le 13 janvier 1986 à Maryborough, est un footballeur international cookien. Il évolue au poste de défenseur gauche au Tupapa Maraerenga FC.

## Biographie

### En équipe nationale
Paavo Mustonen commence sa carrière internationale lors des Jeux du Pacifique Sud 2007. Il participe ensuite à deux campagnes de qualifications pour la Coupe du monde, en 2011 et 2015.

## Palmarès
Il remporte avec le Nikao Sokattack FC le Championnat des îles Cook en 2005, 2006 et 2009, ainsi que la Coupe des îles Cook en 2007 et 2008.
Avec le Tupapa Maraerenga FC, il gagne le championnat en 2010, 2011, 2012 et 2014 et la coupe en 2013.